# Люляева, Валерия Васильевна
Валерия Васильевна Люляева (род. 7 октября 1946, Москва) — советская гребчиха. Мастер спорта СССР международного класса.
Представляла московское общество «Динамо».
На чемпионате Европы 1966 года в Амстердаме завоевала золотую медаль в составе четвёрки распашной с рулевым.
Серебряная медалистка чемпионата СССР 1968 года.
Выпускница Государственного центрального института физической культуры (ГЦОЛИФК).